# أنديرس سفينسون
أنديرس سفينسون (بالسويدية: Anders Svensson)‏ هو لاعب باندي ‏ سويدي، ولد في 11 يونيو 1975 في أوميو في السويد.